# Cophixalus balbus
Espèce
Statut de conservation UICN

 DD  : Données insuffisantes
Cophixalus balbus est une espèce d'amphibiens de la famille des Microhylidae.

## Répartition
Cette espèce se rencontre :
- en Indonésie sur l'île de Yapen dans les îles Yapen en Nouvelle-Guinée occidentale ;
- en Papouasie-Nouvelle-Guinée dans les monts Hunstein dans la province du Sepik oriental et dans les monts Bewani et les monts Torricelli dans la province de Sandaun.

## Étymologie
Le nom spécifique balbus vient du latin balbus, bègue, en référence aux vocalisations de cette espèce.

## Publication originale
- Günther, 2003 : First record of the microhylid frog genus Cophixalus from western Papua, Indonesia, with descriptions of two new species (Anura: Microhylidae). Herpetozoa, vol. 16, p. 3-21 (texte intégral).